# 陪臣化

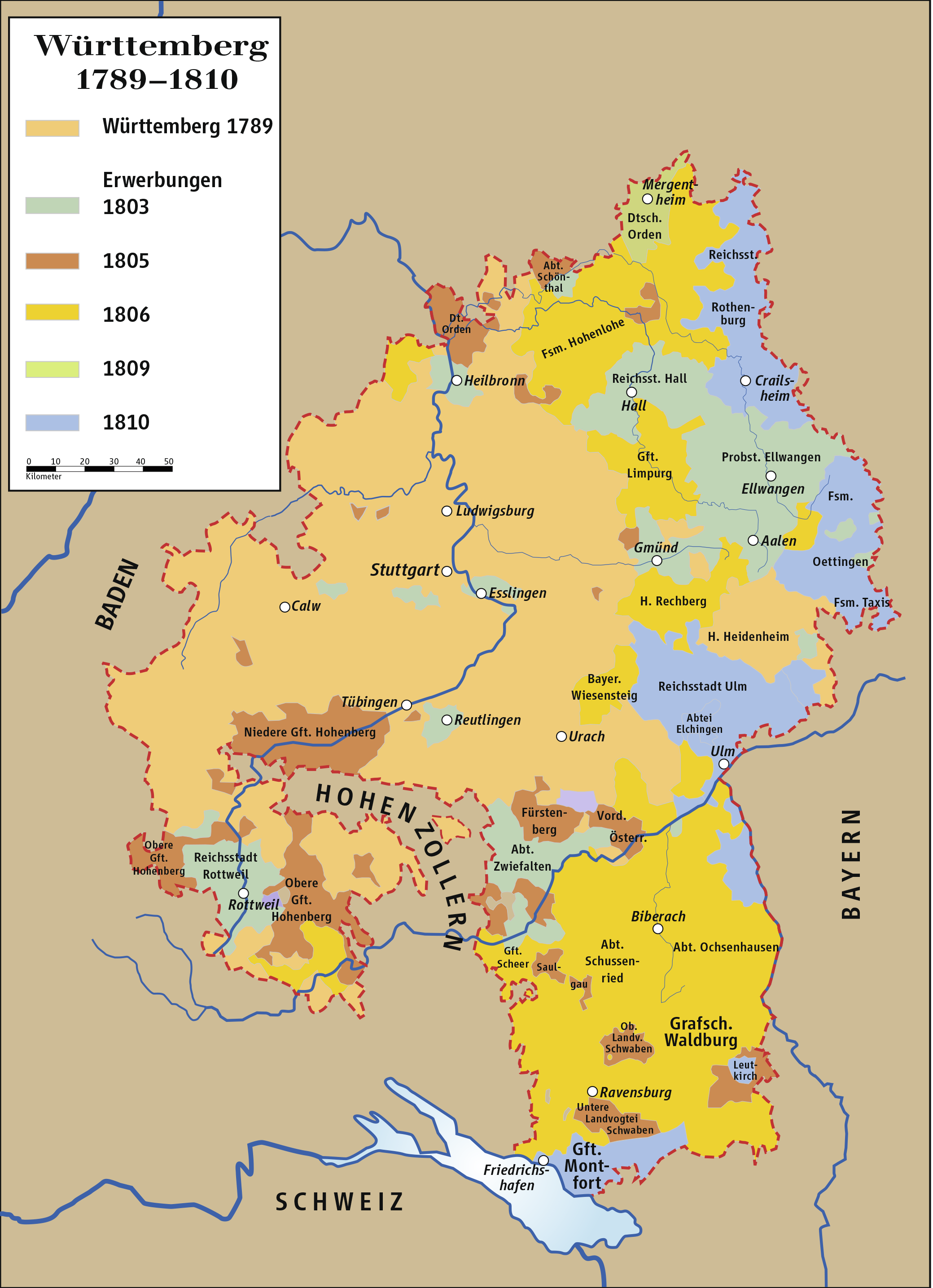
西南ドイツの大領邦ヴュルテンベルクによる、近隣諸領邦の陪臣化

ドイツの歴史における陪臣化（ばいしんか、独: Mediatisierung / Mittelbarmachung）とは、神聖ローマ帝国において帝国等族（Reichsstände）を構成していた封建領主などの諸権力が、皇帝直属の臣下（帝国直属身分、Reichsunmittelbarkeit）の身分を剥奪されて他の大領主の臣下にされた事象を指す。彼らは神聖ローマ皇帝の直臣から、陪臣の身分に転落したことになる。
帝国の最終的な瓦解が始まる前から、大領主たちは近隣の中小規模の領主たちに対する囲い込みを進めており、彼らは次第に主従関係を深めていた。1803年2月25日の帝国代表者会議主要決議により、教会権力の統治権と財産権を没収する「世俗化（Säkularisation）」の動きとともに、陪臣化の動きも大々的に実行されることになった。フランスに割譲されたライン川左岸の諸地域を治めていた諸侯たちは、陪臣化や世俗化により統治権を失った諸地域を補償として与えられた。
同時に、45から51の帝国自由都市が陪臣化され、隣接する諸侯領に併合された。アウクスブルク、ニュルンベルク、フランクフルト・アム・マイン、ブレーメン、ハンブルクおよびリューベックの6都市のみが、権力を制限されつつも自治都市として生き残った。しかしアウクスブルクとニュルンベルクは1805年から1806年にかけてバイエルン王国により陪臣化されたため、残り4都市がドイツ連邦の下でも自治権を保った。
1803年以前の神聖ローマ帝国は約300の領邦に分かれており、帝国の諸身分は約1400人を数えていたが、陪臣化と世俗化により帝国は39の領邦国家に整理された。1806年のライン同盟法（Rheinbundakte）の制定に伴い、全ての帝国伯（Reichsgraf）領とその他の貴族領、騎士領の独立は認められなくなった。1815年のドイツ連邦法（Deutsche Bundesakte）もライン同盟法の規定を引き継ぎ、陪臣化された諸侯たちをシュタンデスヘル（等族領主）として、彼らを下級裁判権などの特権を持つ国家の中間権力として扱った。もっとも、シュタンデスヘルに領主としての諸特権の行使が許されたのは1848年革命までであった。陪臣化された諸侯家は独立を保った諸侯家と身分相応（Ebenbürtigkeit）の家柄とされ、独立諸侯家門との通婚を許された。
陪臣化された諸権力を現在の国際法の世界に当てはめると、国家とは認められないものの国際連合などにおいて特定の利害を代表する集団に似ている。